# Amadigi in Gaula (Lully)
Amadis o Amadis de Gaule (Amadigi in Gaula) è una tragédie en musique in un prologo e cinque atti di Jean-Baptiste Lully su libretto di Philippe Quinault basato sull'adattamento di Nicolas Herberay des Essarts di Amadis de Gaula di Garci Rodríguez de Montalvo. Fu presentato per la prima volta dall'Opéra di Parigi al Théâtre du Palais-Royal dal 15 al 18 gennaio 1684. Ci fu una produzione successiva a Versailles, senza scene o macchine, nel 1685.

## Storia delle esecuzioni
Amadis è stata la prima tragédie en musique ad essere basata su temi di cavalleria  piuttosto che di mitologia; le ultime tre opere complete di Lully seguirono questo percorso. Luigi XIV di Francia scelse il tema. Nella compagnia di ballo i principali ballerini maschi erano Pierre Beauchamp, Louis Pécour e Lestang e le principali ballerine erano La Fontaine, Carré e Pesan. Ci furono otto riprese dell'opera a Parigi tra il 1687 e il 1771. Tra il 1687 e il 1729 fu prodotta ad Amsterdam, L'Aia, Marsiglia, Rouen, Bruxelles, Lunéville, Lione e Digione. Oggi l'aria più famosa di Amadis è il monologo molto antologizzato di Amadis dal secondo atto, "Bois épais". All'inizio dello stesso atto Arcabonne canta "Amour, que veux-tu de moy?", come nessuno "fece mai in Francia", secondo Le Cerf de la Viéville (Confronto, 1704–6).

## Sviluppi successivi

Amadis, pagina iniziale

L'opera prese il titolo di Amadis fino al 1699 quando apparve un'altra opera, Amadis de Grèce, di André Cardinal Destouches. Successivamente il lavoro di Lully-Quinault fu pubblicizzato come Amadis de Gaule. Questo era anche il titolo di un adattamento del libretto di Quinault con musiche di Johann Christian Bach, che debuttò a Parigi nel 1779.

## Ruoli
| Cast | Registro vocale | Prima, c. 15-18 gennaio 1684 (Direttore: - ) |
| --- | --------------- | -------------------------------------------- |
| Alquif, stregone, marito di Urgande (prologo)                                                                             | baritono        |                                              |
| Urgande, maga, moglie di Alquif (prologo)                                                                                 | soprano         |                                              |
| Amadis, figlio del re Perion di Gallia                                                                                    | haute-contre    | Louis Gaulard Dumesny                        |
| Oriane, figlia del re Lisuart d'Inghilterra                                                                               | soprano         | Fanchon Moreau                               |
| Florestan, figlio illegittimo del re Perion                                                                               | baritono        | Jean Dun                                     |
| Corisande, l'innamorata di Florestan, sovrano di Gravesande                                                               | soprano         |                                              |
| Arcabonne, maga, sorella di Arcalaus e Ardan Canile                                                                       | soprano         | Marie Le Rochois                             |
| Arcalaüs, stregone, cavaliere e fratello di Ardan Canile e Arcabonne                                                      | baritono        |                                              |
| Spirito dif Ardan Canile                                                                                                  | baritono        |                                              |
| Seguaci, cavalieri, soldati, demoni, ninfe, pastori e pastorelle, prigionieri e carcerieri, eroi ed eroine incantati ecc. |                 |                                              |

## Trama
Una complessa storia di amore e cavalleria che raffigura l'amore fedele di Amadis e Oriane, contrastato dalla famiglia di stregoni di Arcabonne e Arcalaus, con un'altra coppia di amanti, Florestan e Corisande, come sottotrama.

## Incisioni
(nell'ordine: direttore/arcabonne/corisande/oriane/urgande/amadis/arcalaüs/florestan)
- Amaducci/Guiot/Eda-Pierre/Manchet/Pietti/Sénéchal/Bastin/Massard, con l'Orchestre de Chambre de l’ORTF, dal vivo a Parigi, novembre 1974, ORT 3746
- Reyne/Ricci/Masset/Laurens/Poul/Geslot/Westphal/Chuberre, con la La Simphonie du Marais, dal vivo a Les Lucs-sur-Boulogne, luglio 2006, Accord, 3 CD
- Rousset/Perruche/Bennani/van Wanroij/Tauran/Auvity/Crossley-Mercer/Arnould, con Les Talens Lyriques, dal vivo a Versailles, luglio 2013, Aparté AP 094, 3 CD